# Dilka Bear
Dilka Bear, nome d'arte di Dilyara Nassyrova (Almaty, 1977), è una pittrice kazaka.

## Biografia
Dilka Bear ha studiato architettura presso l'Università di Almaty, in Kazakistan. Dopo aver lavorato come illustratrice e graphic designer per aziende quali Cosmopolitan Kazakhstan, Grey Central Asia, Saatchi & Saatchi Kazakhstan, decide di seguire la sua passione per la pittura e dedicarvisi esclusivamente. Nel 2005 si trasferisce a Trieste.
I suoi lavori sono stati esposti in gallerie di tutto il mondo: Roma, Amsterdam, Los Angeles, Melbourne ecc.

## Influenze e stile
Influenzata dai grandi pittori del passato, tra cui Bruegel e Bosch, i maestri del Rinascimento italiano, ma anche da artisti contemporanei quali Marion Peck e Ray Caesar, e dalle fiabe dei fratelli Grimm, Dilka Bear lavora principalmente con colori acrilici su tavola e crea “meravigliose illustrazioni che rappresentano giovani ragazze dall'aria schietta e sincera, che riflettono il mondo che le circonda”.
La sua opera surreale e trasognata, come lei stessa la definisce, viene spesso inclusa nella corrente del surrealismo pop.

## Mostre

### Mostre collettive
- 1997 “Butterflies”, Tribuna Art Gallery, Almaty, Kazakistan
- 1998 “Break 21”, International Festival of Young Artists, Lubiana, Slovenia
- 1999 “Break 21”, International Festival of Young Artists, Lubiana, Slovenia
- 1999 “The Line of Beauty”, partecipazione ad Art Manege '99 - Mosca, Russia
- 2000 “Africa”, Soros Centre of Contemporary Art, Almaty, Kazakistan
- 2001 The Cover of Daily Routine - Stuttgarter Kunstverein, Stoccarda, Germania[8]
- 2009 “Kokeshi: from Folk to Art Toy” - Japanese American National Museum, Los Angeles, USA
- 2011 “Italian Pop Surrealism” - Mondo Bizzarro, Roma[9]
- 2012 “Run Away Circus”, Auguste Clown Gallery, Melbourne, Australia
- 2012 “Vanishing Point”, Auguste Clown Gallery, Melbourne, Australia
- 2013 “Draw”, Auguste Clown Gallery, Melbourne, Australia[10]
- 2013 “Blue Hour”, Auguste Clown Gallery, Melbourne, Australia[11]
- 2013 “Into the Wild”, Strychnin Gallery, Berlino, Germania
- 2013 “All Stars”, mostra in occasione del decennale, Strychnin Gallery, Berlino, Germania
- 2013 “Kingdom of Broken Dreams: Dilka Bear & Paolo Petrangeli”, Flower Pepper Gallery, Pasadena, USA

### Mostre personali
- 2012 “Wild Escape”, Mondo Bizzarro, Roma
- 2013 “Sleepwalker's Dreams”, Auguste Clown Gallery, Melbourne, Australia[12]
- 2014 “Forgotten Memories”, Auguste Clown Gallery, Melbourne, Australia[13]